# Altingiaceae
Die Altingiaceae sind eine kleine Pflanzenfamilie innerhalb der Ordnung der Steinbrechartigen (Saxifragales). Die bekannteste Art ist der Amerikanische Amberbaum (Liquidambar styraciflua).

## Beschreibung

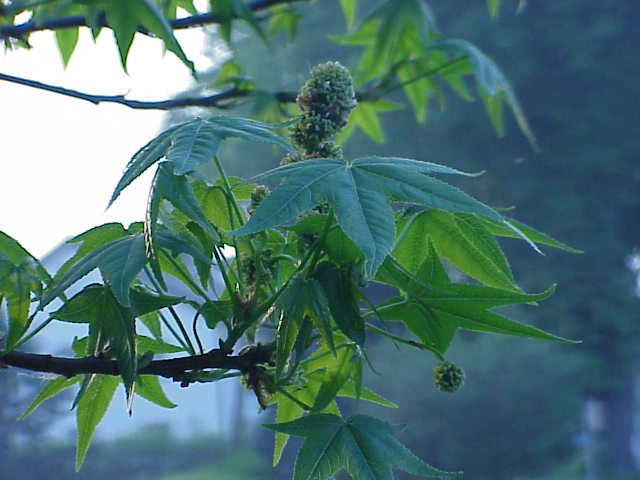
Amerikanischer Amberbaum (Liquidambar styraciflua)

### Vegetative Merkmale
Die Arten der Altingiaceae sind laubabwerfende oder immergrüne Bäume. Oft produzieren diese Bäume Harz. Es sind Knospenschuppen vorhanden.
Die wechselständig an den Zweigen angeordneten Laubblätter sind in Blattstiel und Blattspreite gegliedert. Die einfachen Blattspreiten sind bei den Arten der Gattung Liquidambar s. str. ähnlich einem Ahornblatt handförmig gelappt, bei der ehemaligen Gattung Altingia ungelappt. Die Nebenblätter sind klein und hinfällig.

### Generative Merkmale
Die Arten der Altingiaceae sind einhäusig getrenntgeschlechtig (monözisch). Die Blüten- und Fruchtstände sind köpfchenförmig bis kugelig. Die männlichen Blüten enthalten vier bis zehn Staubblätter. Die zwei Fruchtblätter sind zu einem unterständigen Fruchtknoten verwachsen.
Die Kapselfrüchte enthalten geflügelte Samen.
Die Chromosomengrundzahlen betragen n = 15 oder 16.

## Systematik und Verbreitung
Zur Familie der Altingiaceae gehörten bis 2013 nur drei Gattungen (Altingia Noronha, Semiliquidambar H.T.Chang und Liquidambar L.), die in der älteren Literatur und in Florenwerken meist als Teil der Zaubernussgewächse (Hamamelidaceae) behandelt werden. Es gibt etwa 15 Arten. Nach Ickert-Bond et al. 2013 sind alle Arten der drei Gattungen zu Liquidambar zu stellen.
Die Familie Altingiaceae, also seit 2013 die Gattung Liquidambar s. l., hat ein disjunktes Areal im östlichen Nordamerika (nur östliche bis zentrale USA) und Mittelamerika, im östlichen Mittelmeerraum und von Ostasien bis zum Malaiischen Archipel.
- Amberbäume (Liquidambar L. s. l., Syn.: Altingia Noronha, Cathayambar (Harms) Nakai, Sedgwickia Griff. nom. illeg., Semiliquidambar H.T.Chang)[3]